# Marianka Siemieńska
Marianka Siemieńska – wieś w Polsce położona w województwie wielkopolskim, w powiecie kępińskim, w gminie Łęka Opatowska.
W 1905 roku liczyła 29 mieszkańców.
Położona w pobliżu drogi Siemianice – Lipie, ok. 13 km na południowy wschód od Kępna.
Zespół łęgu olszowego z rezerwatami leśnymi Oles w Dolinie Pomianki i Las Łęgowy w Dolinie Pomianki.
W latach 1975–1998 miejscowość administracyjnie należała do województwa kaliskiego.